# Hornmoose
Die Hornmoose (Anthocerotophyta) sind eine der Abteilungen der Moose aus dem Reich der Pflanzen. Die Abteilung gliedert sich in zwei Klassen, von denen eine (Leiosporocerotopsida) jedoch nur eine Art enthält, die andere (Anthocerotopsida) 100 bis 150 Arten.

## Merkmale

Generationszyklus der Hornmoose

### Gametophyt
Der Gametophyt der Hornmoose ist meist nur wenige Zentimeter groß. Es ist ein flacher, dunkelgrüner, rosettenförmiger Thallus, der mehrschichtig und am Rande gelappt ist. Der Thallus besteht aus dünnwandigen Zellen und ist mit einzelligen, glatten Rhizoiden am Untergrund befestigt. Die Zellen des Thallus enthalten einen großen, schüsselförmigen Chloroplasten mit Pyrenoiden. Diese Form tritt sonst nur noch bei den Grünalgen auf. Das Wachstum des Thallus erfolgt mit einer zweischneidigen Scheitelzelle. Der Gametophyt besitzt auch Spaltöffnungen, ebenfalls ein einzigartiges Merkmal unter den Moosen. Auch die symmetrischen Spermatozoiden mit rechtsschraubigen Geißeln kommen nur bei den Hornmoosen vor.
Im Thallus befinden sich zwischen den Zellen (interzellulär) schleimerfüllte Höhlungen. In diesen siedeln mikroskopische Pilze und Stickstoff-assimilierende Cyanobakterien der Gattung Nostoc als Symbionten. Die Symbionten dringen durch die an der Unterseite befindlichen Spaltöffnungen in das Moos ein.
Die Geschlechtszellenbehälter (Gametangien) sind im Gegensatz zu den übrigen Moosen in den Thallus eingesenkt, entstehen also endogen. Die männlichen Gametangien, die Antheridien, stehen meist zu mehreren in anfangs geschlossenen Höhlungen. Die befruchtete Eizelle (Zygote) teilt sich als erstes längs, während sie sich bei den übrigen Moosen quer teilt.

### Sporophyt
Der diploide Sporophyt ist meist horn- oder schotenförmig. Er ist ein bis mehrere Zentimeter hoch und öffnet sich mit zwei Längsrissen. Er ist mit einer angeschwollenen Basis (Fuß, Haustorium) im Thallus verankert. Die Verbindung zwischen Gametophyt und Sporophyt ähnelt der beim urtümlichen Farn Tmesipteris. Das Wachstum des Sporophyten erfolgt durch eine meristematische Zone im Basisbereich (interkalar). Das Wachstum ist prinzipiell unbegrenzt, es finden sich in einem Sporangium alle Reifestadien der Sporen. Der Sporophyt besitzt Chloroplasten, ist relativ langlebig und weitgehend autotroph. Im Inneren des Sporophyten befindet sich die Columella, eine Längsachse aus sterilem Gewebe. Sie ist vom sporogenen Gewebe (Archespor) umgeben. Dieses ist ein lockeres parenchymatisches Gewebe und ist seinerseits von einem epidermalen Gewebe mit Spaltöffnungen nach außen abgeschlossen. Dieser Aufbau entspricht einem Urtelom, wobei die Columella als reduziertes Leitbündel zu deuten wäre.
Aus jeder Archesporenzelle bilden sich durch Teilung Sporenmutterzellen, die sich durch Meiose zu vier haploiden Sporen entwickeln, und eine Pseudoelaterenmutterzelle. Aus dieser bilden sich durch mehrere Längs- und Querteilungen mehrere Pseudoelateren. Die Pseudoelateren erfüllen zwar die gleiche Aufgabe wie die Elateren der Lebermoose, da sie anders entstehen, werden sie Pseudoelateren genannt.
Die Spore keimt zu einem kurzen Schlauch, der dem Protonema der anderen Moose entspricht, meist aber nicht als solches bezeichnet wird. Aus der Endzelle des Schlauches entwickelt sich wieder ein Thallus.

## Verbreitung
Die Hornmoose sind in den gemäßigten und tropischen Breiten weit verbreitet. Die Arten in den Tropen sind meist ausdauernd, während sie in den gemäßigten Breiten meist sommerannuell sind, das heißt, sie durchlaufen ihren Lebenszyklus von der Keimung der Spore bis zur sich öffnenden Kapsel innerhalb weniger Monate innerhalb der warmen Jahreszeiten, bei den Hornmoosen hauptsächlich im Sommer und Herbst. Während der Gametophyt der Hornmoose schärfere Fröste nicht übersteht, können die Sporen mehrere Jahre in der Diasporenbank des Bodens überdauern.

## Systematik

### Äußere Systematik
Die Hornmoose wurden ursprünglich aufgrund ihres thallösen Aufbaus zu den Lebermoosen gestellt. Sie teilen jedoch auch einige Merkmale mit den Laubmoosen: den Besitz von Spaltöffnungen sowie der Columella im Sporophyten. Daher liegen sie bei kladistischen Analysen manchmal zusammen mit den Laubmoosen. Die Chloroplasten-Form ist wieder sehr urtümlich und verbindet die Hornmoose mit den Grünalgen. Die Struktur des Thallus ähnelt wieder dem Prothallium der Farnpflanzen, wie auch das Sporogon dem Sporophyten von Horneophyton, einem fossilen Urfarn. Da keine fossilen Hornmoose bekannt sind, bleibt die Stammesgeschichte unklar.
Heute wird meist angenommen, dass sich die Moose wie auch die Farne aus einem gemeinsamen Vorfahren entwickelt haben, der wiederum von den Grünalgen abstammte. Aufgrund der relativ wenigen gemeinsamen Merkmale, die die Hornmoose mit den anderen Moosen verbindet, wird heute eine polyphyletische Abstammung der Moose angenommen und daher die Hornmoose als eigene Abteilung aufgefasst. Die genauen verwandtschaftlichen Beziehungen sind noch ungeklärt.

### Innere Systematik
Die Abteilung enthält zwei Klassen, deren eine, die Leiosporocerotopsida, monotypisch ist. Die Anthocerotophyta enthalten 12 bis 14 Gattungen mit rund 100 bis 150 Arten.
- Abteilung Hornmoose (Anthocerotophyta)
  - Klasse Leiosporocerotopsida
    - Ordnung Leiosporocerotales
      - Familie Leiosporocerotaceae

  - Klasse Anthocerotopsida
    - Unterklasse Anthocerotidae
      - Ordnung Anthocerotales
        - Familie Anthocerotaceae
          - Gattung Anthoceros enthält z. B. 
            - Anthoceros neesii
            - Acker-Hornmoos (Anthoceros agrestis)

        - Familie Foliocerotaceae

    - Unterklasse Notothylatidae
      - Ordnung Notothyladales
        - Familie Notothylaceae

    - Unterklasse Dendrocerotidae
      - Ordnung Phymatocerotales
        - Familie Phymatocerotaceae

      - Ordnung Dendrocerotales
        - Familie Dendrocerotaceae